# 山崎八重子
山崎 八重子（やまざき やえこ、現姓：古後、1950年9月2日 - ）は、日本の元女子バレーボール選手。1972年ミュンヘンオリンピックバレーボール銀メダリスト。

## 来歴
福岡県大牟田市出身。

## 球歴
- 所属チーム履歴

不知火女子高校 → ユニチカ貝塚（1969-1975年）
- 全日本代表 - 1972年
- 全日本代表としての主な国際大会出場歴
  - オリンピック - 1972年